# Прапор Костополя
Прапор Косто́поля — офіційний символ м. Костопіль Рівненської області. Затверджений 4 липня 2003 року сесією Костопільської міської ради.

## Опис
Квадратне блакитне полотнище, від древка до середини вільного краю відходить жовтий клин, на якому зелений дубовий листок. 

## Автори
Автори — Ю. П. Терлецький та  І. Коленда.